# Tim Tiedemann
Tim Tiedemann (* 3. Juli 1994) ist ein deutscher Schauspieler. Bei manchen Produktionen wird er auch als Tim Troeger erwähnt.

## Filmografie
Bekannt wurde Tiedemann vor allem als Laurenz aus der Kinder-Krimiserie Die Pfefferkörner, bei der er von 2007 bis 2009 als Hauptdarsteller mitwirkte. Des Weiteren startete er im Jahre 2013 eine Karriere als Regisseur, in die er einige bekannte Filmgrößen einbrachte.

### Kinofilme
- 2002: Verzauberte Emma oder Hilfe, ich bin ein Junge
- 2010: Teufelskicker

### TV-Filme
- 2006: Neger, Neger, Schornsteinfeger!
- 2010: Teufelskicker als Mark (aufgeführt als Tim Tröger)

### TV-Serien
- 2002: Tatort: Lastrumer Mischung
- 2003: Großstadtrevier
- 2003: Die Rettungsflieger
- 2004: Hallo Robbie!
- 2008: Die Anwälte
- 2007–2008: Die Pfefferkörner
- 2010: Notruf Hafenkante – Wehrlos
- 2019: Die Pfefferkörner (Gastauftritt in der Folge Goldfieber)